# Indicatore ordinale
Un indicatore ordinale è un simbolo utilizzato come indice (o indicatore) d'ordine. A tutti gli effetti, è un operatore unario che trasforma un numero cardinale (scritto in cifre arabe) nel corrispondente aggettivo numerale ordinale.

## Utilizzo
In italiano, portoghese, spagnolo e gallego gli indicatori ordinali º e ª vengono aggiunti al numero a seconda che il genere grammaticale sia maschile o femminile. L'indicatore può essere sottolineato, ma questo non è onnipresente (nella tipografia digitale questo dipende dal carattere: Cambria e Calibri, ad esempio, hanno sottolineato gli indicatori ordinali; la maggior parte degli altri caratteri no).
L'indicatore ordinale maschile U+00BA (º) è spesso confuso con il simbolo del grado U+00B0 (°), che appare molto simile in molti caratteri ed è disponibile sul layout della tastiera italiana. Il segno del grado è un cerchio uniforme e non è mai sottolineato, mentre la lettera o può essere ovale o ellittica e avere uno spessore di linea variabile. La lettera o può anche essere sottolineata.
In spagnolo, l'uso delle due lettere finali della parola così come è scritto non è consentito, tranne nei casi di primer (un'apocope di primero) prima dei nomi maschili singolari, che non è abbreviato in 1.º ma come 1.er, di tercer (un'apocope di tercero) prima dei nomi maschili singolari, che non è abbreviato in 3.º ma come 3.er e di numeri ordinali composti che terminano con "primer" o "tercer". Per esempio, "ventunesimo" è vigésimo primer prima di un nome maschile e la sua abbreviazione è 21.er. Poiché nessuna di queste parole è abbreviata prima dei nomi femminili, le loro forme corrette per quei casi sono primera e tercera. Questi possono essere rappresentati come 1.ª e 3.ª. Come per le altre abbreviazioni in spagnolo, i numeri ordinali hanno un punto ".", che viene posto prima dell'indicatore. Il portoghese segue lo stesso metodo, mentre l'italiano non prevede nessun punto.
I simboli utilizzati sono º per il genere maschile e ª per il genere femminile. In portoghese e in spagnolo hanno un punto prima (.º e .ª).
| Numero cardinale | Numero ordinale maschile | Numero ordinale femminile |
| ---------------- | ------------------------ | ------------------------- |
| 1 (uno)          | 1º (primo)               | 1ª (prima)                |
| 2 (due)          | 2º (secondo)             | 2ª (seconda)              |
| 3 (tre)          | 3º (terzo)               | 3ª (terza)                |
| 10 (dieci)       | 10º (decimo)             | 10ª (decima)              |
| 100 (cento)      | 100º (centesimo)         | 100ª (centesima)          |

Nell'ortografia inglese, il simbolo ordinale corrisponde ai suffissi -st, -nd, -rd, -th dei numeri ordinali rappresentati sia sulla riga (1st, 2nd, 3rd, 4th) o come apice (1st, 2nd, 3rd, 4th).
Inoltre si incontrano comunemente gli indicatori ordinali in apice (e spesso sottolineati) º e ª, originari delle lingue romanze, ma attraverso l'influenza culturale dell'italiano del XVIII secolo ampiamente usata nella più ampia sfera culturale dell'Europa occidentale, come in 1º primo e 1ª prima.
La pratica delle abbreviazioni sovrascritte sottolineate (o doppiamente sottolineate) era comune nella scrittura del diciannovesimo secolo (non si limitava in particolare agli indicatori ordinali, e esisteva anche nel segno numerico №), e fu trovata anche in inglese scritto a mano fino almeno alla fine del XIX secolo (ad esempio "primo" abbreviato 1º o 1st).

## Inserimento
I layout di tastiera portoghese e spagnola sono gli unici su cui i caratteri sono direttamente accessibili tramite un tasto dedicato: º per "º" e ⇧ Maiusc+º per "ª". Su altri layout di tastiera questi caratteri sono accessibili solo tramite una serie di sequenze di tasti.
Il simbolo º può essere ottenuto tramite tastiera nei seguenti modi:
- in ambiente Microsoft Windows tenendo premuto il tasto Alt e premendo in successione i tasti 1, 6 e 7 sul tastierino numerico con il blocco numeri attivato (spia numerica accesa).
- in ambiente Linux premendo contemporaneamente i tasti Alt Gr, ⇧ Maiusc ed M;
- in ambiente Mac premendo contemporaneamente i tasti alt e k;

Il simbolo ª può essere ottenuto tramite tastiera nei seguenti modi:
- in ambiente Microsoft Windows tenendo premuto il tasto Alt e premendo in successione i tasti 1, 6 e 6 sul tastierino numerico con il blocco numeri attivato (spia numerica accesa).
- in ambiente Linux premendo contemporaneamente i tasti Alt Gr, ⇧ Maiusc e F;
- in ambiente Mac premendo contemporaneamente i tasti alt, j;

Su Chrome OS, le stesse funzionalità AltGr+F, AltGr+M sono incluse nell'impostazione della lingua estesa nel Regno Unito, ma la funzione Compose richiede un componente aggiuntivo (Google) per Chrome.
Su molti dispositivi mobili le tastiere (tablet, smartphone, ecc.) "ª" e "º" possono essere ottenute mantenendo la pressione sui tasti A e O, rispettivamente, e quindi selezionando il carattere desiderato.
Bisogna notare che º viene spesso confuso col simbolo di grado (che è invece °) e viceversa. Ciò è dovuto al fatto che in molti font i due simboli sono quasi (se non esattamente) identici; in genere sono comunque riconoscibili per la differente forma: il simbolo del grado è una circonferenza mentre l'indicatore d'ordine è più ovale. Nei font in cui la differenza è più marcata º presenta la O minuscola in apice sottolineata. All'origine di questa confusione dai parlanti italiano c'è anche il fatto che le tastiere usate, non hanno un tasto o una combinazione di tasti predefinita per º mentre la hanno per ° (grado). Spesso, inoltre, capita di vedere il simbolo del circonflesso usato al posto dell'indicatore ordinale femminile: tale uso era consueto nella battitura a macchina, e pure consigliato nei corsi di dattilografia tenuti presso gli Istituti tecnici commerciali, dato che era l'unico simbolo disponibile sulla tastiera che rassomigliasse ad una piccola A.

## Origini
La pratica di indicare ordinali con suffissi in apice può avere origine con la scrittura di un apice o per indicare un ablativo latino nella pratica scribale pre-moderna. Questa desinenza ablativa è stata frequentemente combinata con numeri ordinali che indicano le date (come in tertio die (scritto iiio die) "il terzo giorno" o negli anni di Anno Domini, come in anno millesimo [...] ab incarnatione domini nostri Iesu Christi (scritto un ͂ Mo [...] dm ͂i nri ih ͂u xp ͂i o similmente), "nel millesimo [...] anno dopo l'incarnazione del nostro Signore Gesù Cristo").
L'uso dei terminali nelle lingue vernacolari d'Europa deriva dall'uso latino, come praticato dagli scribi nei monasteri e nelle cancellerie prima che si stabilisse la scrittura in vernacolo. Le lettere terminali utilizzate dipendono dal genere dell'articolo da ordinare e dal caso in cui viene dichiarato l'aggettivo ordinale, ad esempio primus dies ("il primo giorno", caso nominativo, maschile), ma primo die ("sul primo giorno ", caso ablativo maschile), indicato come Io o io. Poiché le iscrizioni monumentali si riferiscono spesso ai giorni in cui si sono verificati eventi, ad esempio "è morto il decimo giugno", il caso ablativo è generalmente usato: Xo (decimo) con il mese indicato nel caso genitivo. Esempi:
- Io ((primo) die Julii)
- Xo decimo
- XXo vicensimo
- Lo quinquagensimo
- Co centensimo
- Mo millensimo

## Aspetto
Nella tipografia corretta, gli indicatori ordinali ª e º dovrebbero essere distinguibili dagli altri caratteri.

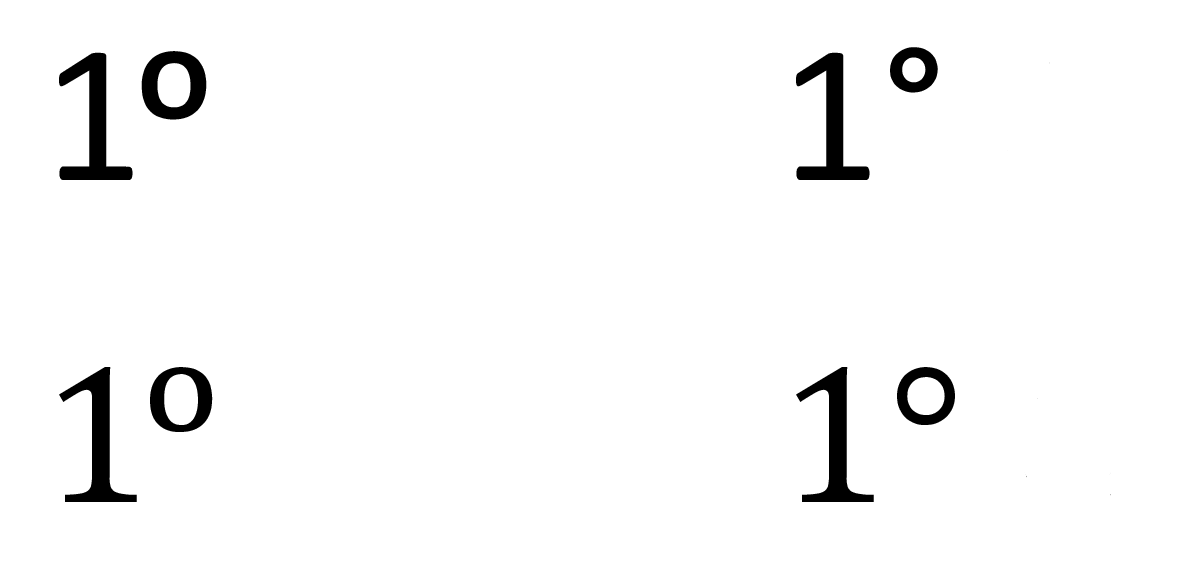
Confronto tra l'indicatore ordinale (a sinistra) e il simbolo del grado (a destra), in un carattere monotono e a larghezza di tratto variabile.

Un errore frequente è quello di confondere il simbolo del grado U+ 00B0 (°) con l'indicatore ordinale maschile. Il segno del grado è una circonferenza uniforme e non è mai sottolineato, mentre l'indicatore ordinale maschile della lettera ha la forma di una lettera minuscola "o". Ciò significa che, a seconda del tipo di carattere, può essere circolare, ovale o ellittico e può avere uno spessore di linea variabile. Mentre in Brasile è obbligatoriamente sottolineato, in Portogallo non è obbligatorio ma è "consigliabile" evitare confusioni con il simbolo del grado.

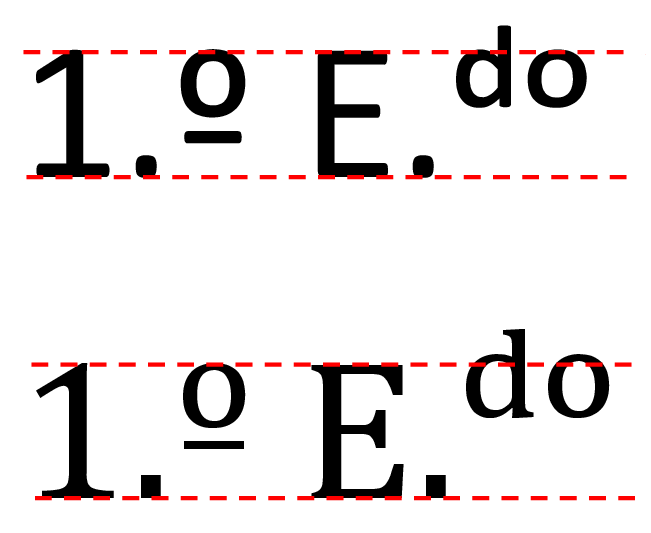
Allineamento dell'indicatore ordinale (a sinistra) e dei caratteri in apice (a destra), nell'abbreviazione portoghese “1.º E.ᵈᵒ” (1º piano a sinistra), in un carattere monotono e in un carattere a larghezza di tratto variabile.

Inoltre, gli indicatori ordinali dovrebbero essere distinguibili dai caratteri in apice. La parte superiore degli indicatori ordinali (ovvero la parte superiore della lettera elevata "a" e la lettera "o") deve essere allineata con l'altezza del carattere di base. L'allineamento della parte superiore delle lettere in apice "a" e "o" dipenderà dal carattere.

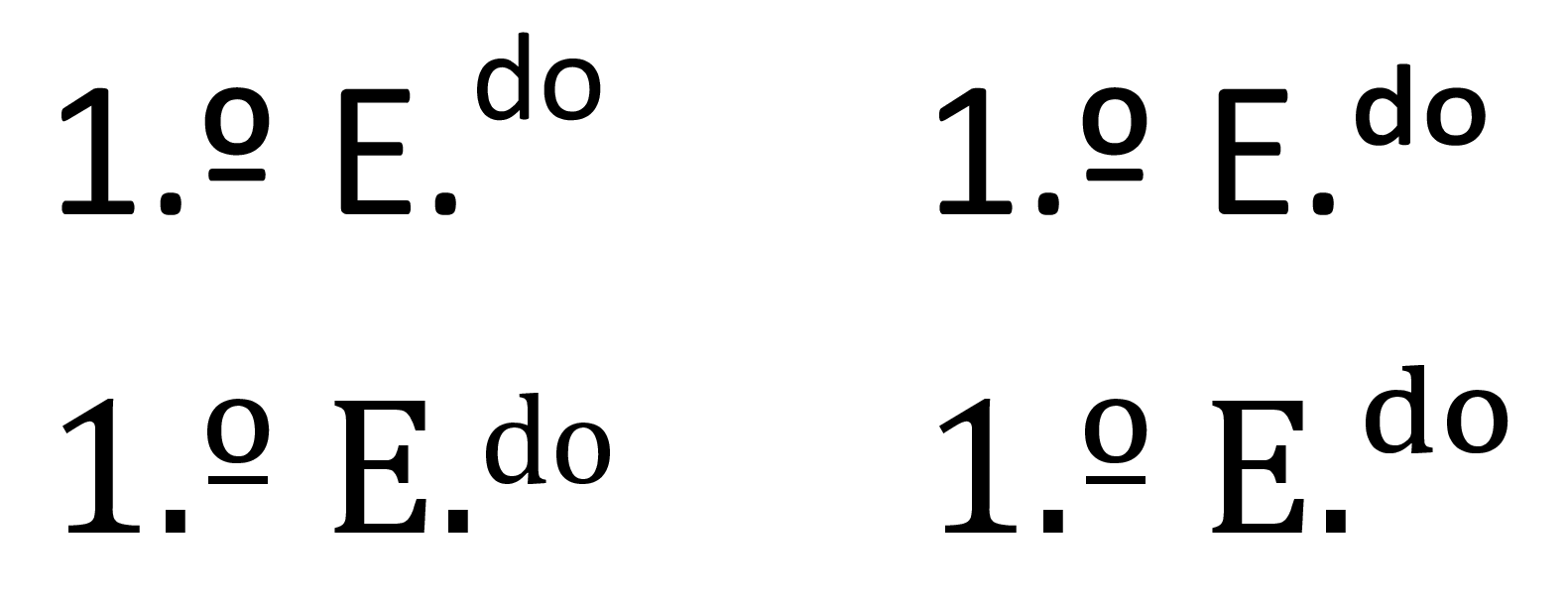
Confronto tra indicatore ordinale e markup in apice (a sinistra) e caratteri in apice (U+1D48 e U+1D52) (a destra), nell'abbreviazione portoghese “1.º E.ᵈᵒ” (1º piano a sinistra), in un carattere monotono e in un carattere a larghezza di tratto variabile.

Lo spessore della linea degli indicatori ordinali è sempre proporzionale allo spessore della linea degli altri caratteri del carattere. Molti caratteri riducono la dimensione (rendendoli più sottili) per disegnare apici.

## Codifica
Gli indicatori ordinali femminili e maschili romanzi sono stati adottati nella codifica ECMA-94 a 8 bit nel 1985 e nella codifica ISO 8859-1 nel 1987 (entrambi basati sul set di caratteri multinazionale DEC progettato per VT220), nelle posizioni 170 (xAA) e 186 (xBA), rispettivamente. La ISO 8859-1 è stata incorporata come primo 256 punti di codice ISO / IEC 10646 e Unicode nel 1991. I caratteri Unicode sono quindi:
- U+00AA ª FEMININE ORDINAL INDICATOR(HTML &#170;⧼dot-separator⧽ &ordf;)
- U+00BA º MASCULINE ORDINAL INDICATOR(HTML &#186;⧼dot-separator⧽ &ordm;)

Le entità html denominate &ordf; e &ordm; sono state introdotte in HTML 3.2 (1996).
Esistono versioni in apice delle lettere a e o in Unicode, sono caratteri diversi e non devono essere usati come indicatori ordinali.
La maggior parte dei set di caratteri destinati a supportare galiziano, portoghese e/o spagnolo hanno quei due caratteri codificati.

## Convenzioni simili
Alcune lingue usano lettere superiori come una convenzione tipografica per le abbreviazioni. Spesso, gli indicatori ordinali "º" e "ª" sono usati in questo senso, e non per indicare i numeri ordinali. Alcuni potrebbero dire che questo è un uso improprio degli indicatori ordinali:
- Lo spagnolo usa lettere in apice e indicatori ordinali in alcune abbreviazioni, come V.º B.º per visto bueno ("approvato"); n.º per número ("numero"); D.ª per doña (un onorifico); M.ª per María, un nome spagnolo spesso usato in composti come José M.ª; e adm.ora per administradora, amministratrice. I caratteri e gli indicatori in apice sono sempre preceduti da un punto. Tradizionalmente sono stati sottolineati, ma questo è facoltativo e meno frequente oggi. Il portoghese forma alcune abbreviazioni allo stesso modo. Ad esempio: Ex.mo per Excelentíssimo (un onore), L.da per Limitada (Ltd.) e Sr.ª per Senhora (Sig.ra).
- L'inglese ha preso in prestito il "No." abbreviazione della parola numero romanza, che a sua volta deriva dalla parola latina numero, il caso ablativo della parola numero ("numero").[10] Questo è talvolta scritto come "No", con l'apice o facoltativamente sottolineato, o talvolta con l'indicatore ordinale. In questo caso l'indicatore ordinale rappresenterebbe semplicemente la lettera "o" in numero ; vedi segno numerico.

## Rappresentazione come periodo
In basco, bosniaco/croato/serbo, ceco, danese, estone, faroese, tedesco, ungherese, islandese, lettone, norvegese, slovacco, sloveno, turco, tra le altre lingue, dopo il numero viene scritto un punto fermo.
Lo stesso uso, apparentemente preso in prestito dal tedesco, è ora uno standard in polacco, dove ha sostituito l'apice dell'ultima sillaba (seguendo complessi schemi di declinazione e genere, ad esempio e.g. 1szy, 7ma, 24te, 100ny).

## Rappresentazione come prefisso
I numeri in malese e indonesiano sono preceduti dal prefisso ordinale ke-; ad esempio, ke-7, "settimo". L'eccezione è pertama che significa "primo".
I numeri in filippino sono preceduti dal prefisso ordinale ika- o pang- (quest'ultimo soggetto a sandhi; ad esempio, ika-7 o pam-7, "settimo". L'eccezione è una, che significa "primo".
In cinese e giapponese, un numero ordinale è preceduto da 第 dì / dai; ad esempio, 第一 "prima", 第二 "secondo".